# Lourenço de Souza Godinho
Lourenço de Souza Godinho (Pernambuco, 1801 – 23 de fevereiro de 1859) foi um médico brasileiro.
Doutorado pela Academia Médico-Cirúrgica em 1831. Foi eleito membro da Academia Nacional de Medicina em 1835, com o número acadêmico 38, na presidência de Joaquim Cândido Soares de Meireles.